# Phạm Văn Luân
Phạm Văn Luân (sinh ngày 26 tháng 5 năm 1999) là một cầu thủ bóng đá người Việt Nam hiện đang thi đấu ở vị trí tiền vệ cho Công an Hà Nội.

## Sự nghiệp
Tháng 3 năm 2022, Phạm Văn Luân cùng người đồng đội Vũ Hồng Quân đã được câu lạc bộ Sài Gòn đưa sang FC Ryukyu ở J2 League thi đấu, theo kế hoạch hợp tác toàn diện giữa 2 đội bóng. Ngày 1 tháng 6 năm 2022, anh ra mắt câu lạc bộ khi được xếp đá chính trong trận gặp Omiya Ardija tại Cúp Hoàng đế Nhật Bản. Mười ngày sau, anh đã có trận đấu đầu tiên tại J2 League khi vào sân thay người trong trận thua 1–2 trước V-Varen Nagasaki ở vòng đấu thứ 21. Ngày 25 tháng 10, anh chính thức trở lại câu lạc bộ chủ quản Sài Gòn sau khi hết hạn cho mượn tại FC Ryukyu. Tổng cộng, anh có  có 1 trận thi đấu tại J2 League và 81 phút tại Cúp Hoàng đế Nhật Bản.

## Thống kê sự nghiệp
Tính đến ngày 11 tháng 6 năm 2022
| Câu lạc bộ       | Mùa giải       | Giải vô địch   | Giải vô địch | Giải vô địch | Cúp  | Cúp | Châu lục | Châu lục | Khác | Khác | Tổng cộng | Tổng cộng |
| Câu lạc bộ       | Mùa giải       | Hạng           | Trận         | Bàn          | Trận | Bàn | Trận     | Bàn      | Trận | Bàn  | Trận      | Bàn       |
| ---------------- | -------------- | -------------- | ------------ | ------------ | ---- | --- | -------- | -------- | ---- | ---- | --------- | --------- |
| Sài Gòn          | 2021           | V.League 1     | 3            | 0            | 1    | 0   | —        | —        | 0    | 0    | 4         | 0         |
| Sài Gòn          | 2022           | V.League 1     | 0            | 0            | 0    | 0   | —        | —        | 0    | 0    | 0         | 0         |
| Sài Gòn          | Tổng cộng      | Tổng cộng      | 3            | 0            | 1    | 0   | 0        | 0        | 0    | 0    | 4         | 0         |
| FC Ryukyu (mượn) | 2022           | J2 League      | 1            | 0            | 1    | 0   | —        | —        | 0    | 0    | 2         | 0         |
| Tổng sự nghiệp   | Tổng sự nghiệp | Tổng sự nghiệp | 4            | 0            | 2    | 0   | 0        | 0        | 0    | 0    | 6         | 0         |